# إدموند إرنست غارسيا
إدموند إرنست غارسيا (بالإنجليزية: Edmund Ernest García)‏ هو ضابط أمريكي، ولد في 25 مارس 1905 في سان خوان في الولايات المتحدة، وتوفي في 1 يوليو 1971 في Ozona, Florida ‏ في الولايات المتحدة.